# Waldtrichterspinne
Die Waldtrichterspinne (Histopona torpida, Syn.: Tegenaria torpida) ist eine der auch in Mitteleuropa heimischen Arten der Gattung Histopona aus der Familie der Trichterspinnen (Agelenidae). Sie wurde vor 2005 zur Gattung der Kleinen Winkelspinnen gezählt.

## Merkmale
Die Weibchen werden 5 bis 7 Millimeter lang, die Männchen 4,5 bis 6 Millimeter. Die Waldtrichterspinne ist damit eine kleine Art, verglichen mit den anderen Arten der Gattung Histopona und der verwandten Gattung Tegenaria. Der Körperbau wirkt schlank, der Vorderkörper (Prosoma) ist im Augenbereich verschmälert. Der Vorderkörper der Waldtrichterspinne trägt ein helles, breites Band. Die Seiten sind dunkelbraun. Der Hinterkörper (Opisthosoma) trägt ein fein gezeichnetes, hellbraunes Ornament, das von dunklen Flecken gesäumt wird. Seitlich wird es durch eine Reihe heller Winkelflecken abgegrenzt. Die Beine tragen abwechselnd hell- und dunkelbraune Ringe. Das Sternum, die Brustplatte auf der Ventralseite des Vorderleibs, ist dunkel, aber gegen die Mitte zu aufgehellt.
Die hinteren Mittelaugen sind größer als die anderen Augenpaare. Dadurch unterscheidet sich die Waldtrichterspinne von den Tegenaria-Arten. Das Männchen hat an den Pedipalpen einen dünnen, peitschenartig geschwungenen Embolus, der so lang ist wie die Spinne selbst. Dieser Embolus wird bei der Paarung in die Geschlechtsöffnung des Weibchens eingeführt. Die Epigyne des Weibchens besteht aus einer großen Chitinplatte.

## Lebensraum
Die Waldtrichterspinne ist eine typische Bewohnerin der Laub- und Nadelwälder. Sie ist in ganz Mitteleuropa verbreitet und überall in den Wäldern häufig. Sie lebt in Bodennähe, wo sie ihr kleines Trichternetz unmittelbar über dem Boden zwischen Baumwurzeln oder Steinen webt.

## Nomenklatur
Die Waldtrichterspinne Histopona torpida wurde bis 2005 als Tegenaria torpida bezeichnet. Sie kann mit waldlebenden Arten der Gattung Tegenaria, beispielsweise mit der Waldwinkelspinne verwechselt werden.